# David Wagstaffe
David Wagstaffe (Manchester, 5 aprile 1943 – Wolverhampton, 6 agosto 2013) è stato un calciatore inglese, di ruolo centrocampista.
Wagstaffe è deceduto a seguito di un attacco cardiaco nel 2013. Nel gennaio dello stesso anno era stato incluso nella Wolves Hall of Fame, la hall of fame del Wolverhampton.

## Carriera
Cresciuto nel Manchester City, esordisce in prima squadra con i Citizens nella First Division 1960-1961 ottenendo il tredicesimo posto finale a cui ne segue un dodicesimo in quella seguente. La stagione successiva a seguito del ventunesimo e penultimo posto retrocede in cadetteria. Nella Second Division 1963-1964 ottiene il sesto posto finale.
Nella stagione 1964-1965 passa al Wolverhampton con cui retrocede in cadetteria a seguito del ventunesimo posto ottenuto.
In cadetteria ottiene il sesto posto finale nel 1965-1966 mentre la stagione successiva, grazie al secondo posto ottenuto, viene promosso in massima serie.
Con i Wolves disputò l'unica edizione del campionato dell'United Soccer Association, lega che poteva fregiarsi del titolo di campionato di Prima Divisione su riconoscimento della FIFA, nel 1967: quell'edizione della Lega fu disputata utilizzando squadre europee e sudamericane in rappresentanza di quelle della USA, che non avevano avuto tempo di riorganizzarsi dopo la scissione che aveva dato vita al campionato concorrente della National Professional Soccer League; la squadra di Los Angeles fu rappresentata per l'appunto dal Wolverhampton. I "Wolves" vinsero la Western Division e batterono in finale i Washington Whips che erano rappresentati dagli scozzesi dell'Aberdeen.
L'anno seguente è chiuso al diciassettesimo posto finale mentre quello successivo il sedicesimo.
Nella stagione 1969-1970 ottiene il tredicesimo posto finale a cui ne seguì un quarto nella First Division 1970-1971, acquisendo il diritto a partecipare alla prima Coppa UEFA. Ottiene il nono posto nella stagione 1971-1972 e raggiunge la finale della Coppa UEFA 1971-1972, perdendo il trofeo contro il Tottenham. Nella First Division 1972-1973 si piazza al quinto posto finale, qualificandosi alla Coppa UEFA 1973-1974. 
Nella stagione 1973-1974 è chiusa al dodicesimo posto ottenendo comunque la qualificazione alla coppa UEFA, mentre il cammino in Europa termina ai sedicesimi di finale. L'anno seguente è concluso nuovamente al dodicesimo posto con i Wolves eliminati ai trentaduesimi di finale nella Coppa UEFA 1974-1975. La First Division 1975-1976 si conclude con la retrocessione del club di Wagstaffe nella cadetteria inglese.
Nella stagione 1976-1977 si trasferisce tra i cadetti del Blackburn, con cui ottiene il dodicesimo posto della seconda divisione inglese, seguito da un quinto nella Second Division 1977-1978
Nel 1978 scende in terza divisione per giocare nel Blackpool, per poi tornare a stagione in corso al Blackburn con cui retrocede in terza serie al termine della Second Division 1978-1979.

## Palmarès

### Club

#### Competizioni nazionali
- Campionato statunitense di calcio: 1

Los Angeles Wolves: 1967
- Coppa di Lega inglese: 1

Wolverhampton: 1973-1974